# Валентина Гризодубова
Валентина Степановна Гризодубова (рус. Валенти́на Степа́новна Гризоду́бова; Харков, 27. април 1909 — Москва, 28. април 1993), совјетски пилот, учесница једног од рекордних прелета, учесница Великог отаџбинског рата, друштвено-политичка радница Совјетског Савеза, једна од три жене које су 1938. године прве проглашене за Хероје Совјетског Савеза и Херој социјалистичког рада. 

## Биографија
Валентина Гризодубова је рођена у Харкову 27. априла 1909. године. Око њеног датума рођења су постојале одређене недоумице, а овај датум је успоставило особље музеја Гризодубових у Харкову, док јој је званични датум рођења био 31. јануар 1910. године. Њен отац Степан Гризодубов (1884—1965) био је авиоконструктор и пилот и један од пионира руске и совјетске авијације.
Када је имала свега две и по године летела је са својим оцем авионом у Харкову, а са 14 година је направила своји први лет на скупу једрилица у Коктебелу. Након завршене основне школе, уписала је Институт за технологију у Харкову, а паралелно је завршила и музичку школу, где је свирала клавир и потом уписала конзерваторијум. Као студент Харковског технолошког института, новембра 1928. године се уписала у Централни аероклуб у Харкову. Завршила је летачки курс од три месеца и након тога, пошто у Харкову није могла да настави с вежбањем летова, напустила је институт и отишла у Тулу где се придружила Друштву за помоћ одбрани, ваздухопловству и хемијској изградњи (ОСАОВИАХИМ). Године 1929. је завршила пилотску школу и постала пилот-инструктор.
Од 1930. до 1933. године је радила као пилот-инструктор у Тули у аероклубу „Добарлет”, а потом као инструктор школе летења у Москви. Током 1934. и 1935. године била је пилот агитаторске јединице „Максим Горки”, која се налазила на Централном аеродрому у Москви. Летела је у ескадрили и читав Совјетски Савез је прелетела на различитим типовима авиона, а поред тога летела је и по иностранству. Прелетела је планински венац Памир, Ферганску долину и др. Октобра 1937. године на авионима УТ-1, УТ-2 и АИР 12 поставила је пет светских рекорда у ваздухопловству.
Од 24. до 25. септембра 1938. године, као командир лета, заједно са Полином Осипенко и Марином Расковом, авионом АНТ-37 је извршила непрекидни лет од Москве до Комсомољска на Амуру (Далеки исток) постављајући међународни рекорд у женском летењу од 26 сати и 29 минута, прелетевши растојање од 6.450 km. За изражени хероизам, током извршења овог подвига, одлуком Централног извршног комитета СССР 2. новембра 1938. године, заједно с Полином Осипенко и Марином Расковом добила је почасно звање Хероја Совјетског Савеза и одликована је Орденом Лењина. Када је годину дана касније уведена почасна медаља Златна звезда, која је представљала знак распознавања хероја Совјетског Савеза, Валентини је уручена медаља број 104, па се она сматра првом женом која је проглашена за хероја Совјетског Савеза (Полина је у међувремну страдала, па није добила Медаљу, а Марина Раскова је добила Медаљу број 106).
Године 1939. године је била постављена за начелника Одељења за међународне ваздухопловне линије СССР-а. Истовремено је студирала на Лењинградском институту цивилног ваздухопловства. Године 1941. је постала члан Свесавезне комунистичке партије (бољшевика). Налазила се на челу Антифашистичког комитета совјетских жена, а 1942. године је постала члан Комисије за истраживање немачко-фашистичког окупатора. Од 1937. до 1946. године је била члан првог сазива Врховног совјета Совјетског Савеза.
Од почетка Великог отаџбинског рата, јуна 1941. до априла 1942. године налазила се у Москви на дужности командира ваздушне групе посебне намене при Цивилној вадзушној флоти. Од маја 1942. до маја 1944. године била је командант 101 авиопука Авијације дугог дејства. Маја 1943. године лично је извела око 200 летова на авиону ЛИ-2, укључујући 132 ноћна лета. Током ових летова вршила је бомбардовање непријатељских положаја, вршила снабдевање миницијом и другим потребама јединице на фронту и одржавала везу са партизанским одредима, који су деловали на окупираној територији. Године 1943. добила чин пуковника. Због сукоба с командантом Авијације дугог домета маршалом Александром Головановим била је маја 1944. године разрешена дужности команданта авиопука и стављена у резерву.
Године 1946. је била демобилисана из Совјетске армије и потом је радила у цивилном ваздухопловству као заменик начелника Истраживачког института у лету, који се бавио спровођењем тестирања електронске опреме за Ваздухопловство и цивилно ваздухопловство. Она је лично учествовала на пробним летовима како би тестирала и побољшала радарску опрему која се развијала. Године 1963. године, на њену иницијативу створен је јединствени истраживачки и развојни центар за испитивање лета (НИЛИТЗ) на аеродрому Солнцево, на чијем се челу налазила. Године 1972. се поново вратила у Институт за инструментално инжењерство на место заменика начелника, где је радила све до смрти 1993. године.
Умрла је 28. априла 1993. године у Москви и сахрањена је на гробљу Новодевичије.

## Одликовања
Валентина Гризодубова је била добитница великог броја признања и одликовања Совјетског Савеза. Поред звања Хероја Совјетског Савеза, које је добила 2. новембра 1938. године, за своје заслуге у развоју авијације, 6. јануара 1986. године је добила звање Хероја социјалистичког рада. Валентина је била прва жена херој Совјетског Савеза и једина жена која је имала оба звања хероја. Приликом доделе ова два почасна звања аутоматски је добијала и два Ордена Лењина.
Била је носилац и других одликовања, међу којима су:
- два Ордена Отџабинског рата првог степена, којима је одликована 12. марта 1943. и 11. марта 1985. године
- Орден Октобарске револуције, којим је одликована 26. априла 1971. године
- Орден црвене заставе за рад, којим је одликована 25. децембра 1936. године
- Орден црвене звезде, којим је одликована 19. децембра 1937. године

Такође, била је носилац и неколико медаља, међу којима је Медаља партизана отаџбинског рата првог реда. Године 1965. је била проглашена за почасног грађанина града Пенза.

## Фотогалерија
- Поштанска марка с ликовима прве три жене хероја СССР
- Поштанска марка издата поводом стогодишњице рођења